# Liste der Bodendenkmäler in Bruck in der Oberpfalz
Auf dieser Seite sind die Bodendenkmäler in dem Oberpfälzer Markt Bruck in der Oberpfalz zusammengestellt. Diese Tabelle ist eine Teilliste der Liste der Bodendenkmäler in Bayern. Grundlage ist die Bayerische Denkmalliste, die auf Basis des Bayerischen Denkmalschutzgesetzes vom 1. Oktober 1973 erstmals erstellt wurde und seither durch das Bayerische Landesamt für Denkmalpflege geführt wird. Die folgenden Angaben ersetzen nicht die rechtsverbindliche Auskunft der Denkmalschutzbehörde.

## Bodendenkmäler in Bruck in der Oberpfalz
| Lage               | Objekt | Akten-Nr.     | Bild |
| ------------------ | --- | ------------- | ---- |
| (Standort)         | Siedlung der Späthallstatt- und Frühlatènezeit. | D-3-6739-0008 |      |
| (Standort)         | Mesolithische Freilandstation, Siedlungen der Urnenfelderzeit und der Frühlatènezeit. | D-3-6739-0055 |      |
| (Standort)         | Mesolithische Freilandstation, Siedlung der Bronzezeit. | D-3-6739-0056 |      |
| (Standort)         | Vorgeschichtliche Siedlung. | D-3-6739-0057 |      |
| (Standort)         | Gräberfeld mit mindestens zehn vorgeschichtlichen Grabhügeln. | D-3-6739-0116 |      |
| (Standort)         | Archäologische Befunde der frühen Neuzeit im Bereich der katholischen Nebenkirche St. Johannes von Nepomuk in Schöngras. | D-3-6739-0134 |      |
| (Standort)         | Mittelalterliche und frühneuzeitliche Wüstung „Grubmühl“. | D-3-6739-0148 |      |
| (Standort)         | Archäologische Befunde des Mittelalters und der frühen Neuzeit im Bereich der katholischen Friedhofskirche St. Sebastian in Bruck. | D-3-6739-0149 |      |
| (Standort)         | Archäologische Befunde des Mittelalters und der frühen Neuzeit im Bereich der katholischen Pfarrkirche St. Ägidius in Bruck, darunter die Spuren von Vorgängerbauten bzw. älteren Bauphasen sowie der aufgelassene historische Ortsfriedhof mit der ehemaligen Katharinenkapelle. | D-3-6739-0150 |      |
| (Standort)         | Mittelalterlicher und frühneuzeitlicher Adelssitz. | D-3-6739-0151 |      |
| (Standort)         | Archäologische Befunde im Bereich der frühneuzeitlichen Marktbefestigung von Bruck, darunter untertägige Teile der teils bestehenden Marktmauer und die abgegangenen drei Tore.                                                                                                   | D-3-6739-0152 |      |
| (Standort)         | Archäologische Befunde des Mittelalters und der frühen Neuzeit im Bereich der historischen Marktsiedlung Bruck. | D-3-6739-0153 |      |
| Mappach (Standort) | Abgegangenes frühneuzeitliches Jagdschloss. | D-3-6740-0041 |      |